# Anastasia Kobekina
Anastasia Kobekina (en ruso: Анастасия Кобекина; Ekaterimburgo, 26 de agosto de 1994) es una violonchelista rusa. En 2019, ganó el tercer premio en el 16.º Concurso Internacional Chaikovski.

## Biografía

### Primeros años y formación académica
Kobekina nació en 1994 en Ekaterimburgo, Rusia, dentro de una familia de músicos y recibió sus primeras lecciones de violonchelo a la edad de cuatro años. 
En 2006, fue aceptada en el Conservatorio de Moscú donde recibió clases de Olga Galochkina. En 2016 continuó su educación con Jens Peter Maintz en la Universidad de las Artes de Berlín. Estudió con Jérôme Pernoo en el Conservatorio de París y en la Universidad de Música y Artes Escénicas de Frankfurt con Kristin von der Goltz.

### Carrera artística
Kobekina ha desarrollado un repertorio grande en el violonchelo, y su carrera como solista la ha llevado a tocar junto a diversas orquestas, como la Orquesta Sinfónica de Viena, la Orquesta Filarmónica de la BBC, la Konzerthausorchester de Berlín, la Kammerphilharmonie Bremen, la Kremerata Baltica, la Orquesta Sinfónica Chaikovski, de Moscú, la Orquesta del Teatro Mariinski, entre otras. Se ha presentado en escenarios como el Teatro Mariinsky, el Concertgebouw de Ámsterdam, el Lincoln Center, la Konzerthaus de Berlín, entre otros.
Fue finalista del Festivavl Eurovisión de Jóvenes Músicos 2008. En 2019, ganó el tercer premio en el 16.º Concurso Internacional Chaikovski.
Kobekina toca un violonchelo de 1743 de Giovanni Battista Guadagnini.

## Discografía
| Año  | Título                           | Artistas                                                                                    | Etiqueta      | Referencia |
| ---- | -------------------------------- | ------------------------------------------------------------------------------------------- | ------------- | ---------- |
| 2016 | Album by Father and Daughter     | Anastasia Kobekina, Vladimir Kobekin                                                        | Artservice    | [ 5 ]      |
| 2018 | Kobekin                          | Anastasia Kobekina, Vladimir Kobekin                                                        | Feral Note    | [ 6 ]      |
| 2018 | Kobekin                          | Anastasia Kobekina, Paloma Kouider                                                          | DiscAuverS    | [ 7 ]      |
| 2018 | Focus Cello                      | Pablo Ferrández, Benedict Kloeckner, Anastasia Kobekina, Edgar Moreau, Heinrich Schiff      | Profil Medien | [ 8 ]      |
| 2019 | Shostakovich, Weinberg & Kobekin | Anastasia Kobekina, Orquesta Sinfónica de Berna, Kevin John Edusei                          | Claves        | [ 9 ]      |
| 2022 | Ellipses                         | Anastasia Kobekina, Vincent Boccadoro, Emmanuel Arakélian, Thibault Cauvin, Tristan Pereira | Mirare        | [ 10 ]     |
| 2024 | Venice                           | Anastasia Kobekina, Orquesta de Cámara de Basilea                                           | Sony          | [ 11 ]     |